# Аеро-клуб Свети Илија
Аеро-Клуб "Свети Илија" је ваздухопловна спортска организација. Клуб је основан 18. септембра 1932. године. Сједиште клуба је у Бањој Луци, Република Српска.

## Историјат
Основан је 1932. као Аеро-клуб "Наша крила". Најзаслужнији за његово формирање био је бан Светислав Милосављевић, а за првог предсједника изабран је Тодор Лазаревић, каснији бан. Године 1948. назив је промијењен у Аеро-клуб "Козара", а шездесетих година у "Руди Чајавец". У клубу су биле заступљене дисциплине: моделарство, једриличарство, падобранство, моторна пилотажа и змајарство. Највеће појединачне успјехе постигли су: Мирко Бјелајац (модел класе ФIЦ са клипним мотором - првак Европе, Лесце - Блед 1960; класа слободнолетећих модела са клипним мотором - бронзане медаље на Европском првенству у Загребу 1970. и на Свјетском првенству у Винер Нојштату 1973), Никола Бојић (моторно летење, вицешампион Југославије у рели-летењу 1990), Драшко Божић (моторно летење, првак Југославије 1989. и вицешампион Југославије у рели-летењу 1990), Ивица Жеравица (класа летеће макете, првак Југославије 1965), Виктор Купљеник (падобранство, сребрна медаља на Свјетском првенству 1975, са репрезентацијом Југославије), Мирко Милаковић (једриличар, првак СРЈ 2000) и Иво Чавар (првак Југославије у једриличарству 1976; другопласирани на Европском првенству у моторној пилотажи и најбољи спортски пилот Југославије 1978). Моделари овог клуба били су и екипни прваци Југославије 1969. године.
Аеро-клуб "Руди Чајавец" добитник је на града СОФК-а Бање Луке, СОФК-а БиХ и награда аеро-асоцијација Југославије и Европе. Октобра 1993, у знак сјећања на чланове клуба који су погинули у авионској несрећи при повратку са такмичења на Илиндан исте године, Скупштина је промијенила назив клуба у "Свети Илија". Почетком ХХ вијека - секције клуба се одвајају и формирају: Падобрански клуб "Бања Лука" (2005), Аеро-клуб "Ултралако летење - УЛЛ" (2005), Аеро-моделарски клуб "Галеб" (200б) и Аеро-клуб "Свети Илија", који је наставио традицију моторног летења, једриличарства и самоградње.
Чланови Аеро-моделарског клуба "Галеб", у класи слободнолетећих модела ФIА освајали су прва, друга и трећа мјеста на свјетским куповима и међународним такмичењима. Аеро-клуб "УЛЛ" трипут је, у јуниорској конкуренцији, био први на листи Свјетског купа. Падобрански клуб "Бања Лука" био је организатор Европског првенства и Свјетског купа 2013. и 33. свјетског падобранског првенства 2014. године.